# Чемпіонат світу з футболу 2002 (кваліфікаційний раунд, ОФК)
У цій статті представлені подробиці кваліфікаційного раунду ЧС-2002 в тихоокеанській континентальній зоні (ОФК). Огляд відбіркового турніру представлений у статті Чемпіонат світу з футболу 2002 (кваліфікаційний раунд).
10 країн ОФК подали заявки на участь у ЧС-2002. Тихоокеанська континентальна зона отримала 0,5 (із 32) путівок у фінальний турнір.  Папуа Нова Гвінея та  Нова Каледонія у відбірковому турнірі участі не брали.
Розіграш відбувався у 2 етапи:
- Перший етап: 10 країн розбиті на 2 групи по 5 команд. Кожна збірна грає з кожною по 1 матчу. Переможці груп виходять у фінальний етап.
- Фінальний етап: 2 країни грають між собою удома та на виїзді. Переможець виходить у стиковий матч АФК/ОФК.

## Перший етап

### Група 1
| Група 1            |   |     |   |     |    |    |    |
| Команда            | М | Пер | Н | Пор | +  | -  | Оч |
| Австралія          | 4 | 4   | 0 | 0   | 66 | 0  | 12 |
| Фіджі              | 4 | 3   | 0 | 1   | 27 | 4  | 9  |
| Тонга              | 4 | 2   | 0 | 2   | 7  | 30 | 6  |
| Самоа              | 4 | 1   | 0 | 3   | 9  | 18 | 3  |
| Американське Самоа | 4 | 0   | 0 | 4   | 0  | 57 | 0  |
|                    |   |     |   |     |    |    |    |

| Результати     |                                   |                    |           |                    |
| Дата           | Місце проведення                  |                    | Результат |                    |
| 7 квітня 2001  | Міжнародний стадіон (Кофс-Гарбор) | Самоа              | 0:1       | Тонга              |
| 7 квітня 2001  | Міжнародний стадіон (Кофс-Гарбор) | Фіджі              | 13:0      | Американське Самоа |
| 9 квітня 2001  | Міжнародний стадіон (Кофс-Гарбор) | Тонга              | 0:22      | Австралія          |
| 9 квітня 2001  | Міжнародний стадіон (Кофс-Гарбор) | Американське Самоа | 0:8       | Самоа              |
| 11 квітня 2001 | Міжнародний стадіон (Кофс-Гарбор) | Самоа              | 1:6       | Фіджі              |
| 11 квітня 2001 | Міжнародний стадіон (Кофс-Гарбор) | Австралії          | 31:0      | Американське Самоа |
| 14 квітня 2001 | Міжнародний стадіон (Кофс-Гарбор) | Фіджі              | 0:2       | Австралія          |
| 14 квітня 2001 | Міжнародний стадіон (Кофс-Гарбор) | Американське Самоа | 0:5       | Тонга              |
| 16 квітня 2001 | Міжнародний стадіон (Кофс-Гарбор) | Австралія          | 11:0      | Самоа              |
| 16 квітня 2001 | Міжнародний стадіон (Кофс-Гарбор) | Тонга              | 1:8       | Фіджі              |

### Група 2
| Група 1            |   |     |   |     |    |    |    |
| Команда            | М | Пер | Н | Пор | +  | -  | Оч |
| Нова Зеландія      | 4 | 4   | 0 | 0   | 19 | 1  | 12 |
| Таїті              | 4 | 3   | 0 | 1   | 14 | 6  | 9  |
| Соломонові Острови | 4 | 2   | 0 | 2   | 17 | 10 | 6  |
| Вануату            | 4 | 1   | 0 | 3   | 11 | 21 | 3  |
| Острови Кука       | 4 | 0   | 0 | 4   | 2  | 25 | 0  |
|                    |   |     |   |     |    |    |    |

| Результати     |                              |                    |           |                    |
| Дата           | Місце проведення             |                    | Результат |                    |
| 4 червня 2001  | Норт-Гарбор Стедіум (Окленд) | Вануату            | 1:6       | Таїті              |
| 4 червня 2001  | Норт-Гарбор Стедіум (Окленд) | Соломонові Острови | 9:1       | Острови Кука       |
| 6 червня 2001  | Норт-Гарбор Стедіум (Окленд) | Таїті              | 0:5       | Нова Зеландія      |
| 6 червня 2001  | Норт-Гарбор Стедіум (Окленд) | Острови Кука       | 1:8       | Вануату            |
| 8 червня 2001  | Норт-Гарбор Стедіум (Окленд) | Вануату            | 2:7       | Соломонові Острови |
| 8 червня 2001  | Норт-Гарбор Стедіум (Окленд) | Нова Зеландія      | 2:0       | Острови Кука       |
| 11 червня 2001 | Норт-Гарбор Стедіум (Окленд) | Соломонові Острови | 1:5       | Нова Зеландія      |
| 11 червня 2001 | Норт-Гарбор Стедіум (Окленд) | Острови Кука       | 0:6       | Таїті              |
| 13 червня 2001 | Норт-Гарбор Стедіум (Окленд) | Нова Зеландія      | 7:0       | Вануату            |
| 13 червня 2001 | Норт-Гарбор Стедіум (Окленд) | Таїті              | 2:0       | Соломонові Острови |

## Фінальний етап
| 20 червня 2001 19:30 UTC+3 |

| Нова Зеландія | 0 – 2 | Австралія            |
| ------------- | ----- | -------------------- |
|               |       | Бретт Емертон 5' 80' |

| Вестпак, Веллінгтон Глядачів: 19,500 Арбітр: Масайочі Окада |

| 24 червня 2001 15:00 UTC+3 |

| Австралія                                              | 4 – 1 | Нова Зеландія           |
| ------------------------------------------------------ | ----- | ----------------------- |
| Давід Здріліч 5' 82' Бретт Емертон 40' Джон Алоізі 56' |       | Воуган Ковні 44' (пен.) |

| Австралія, Сідней Глядачів: 41,976 Арбітр: Квон Чон Чхуль |

 Австралія вийшла у стиковий матч КОНМЕБОЛ/ОФК за сумою двох матчів (6-1).